# Vitomirești
Vitomirești è un comune della Romania di 2 500 abitanti, ubicato nel distretto di Olt, nella regione storica della Muntenia. 
Il comune è formato dall'unione di 6 villaggi: Bulimanu, Dejești, Donești, Stănuleasa, Trepteni, Vitomirești.